# 호브리노역
호브리노역(러시아어: Ховрино)은 모스크바 지하철 자모스크보레츠카야 선의 역이다. 2017년 12월 31일에 개통되었다. 노선의 북쪽 종착역이며, 세레메티에보 공항에서 가장 가까운 지하철역이다.

## 역사
본 노선의 역사를 통해 이 노선의 북쪽으로 확장하려는 다양한 계획이 존재해 왔다. 이전의 종착역인 레치노이 보크잘 역에서 북쪽으로 2.2km 터널을 2014년 12월에 완성되었다. 원래 본 역은 2016년 12월에 개통할 예정이었으나, 2016년에 크게 공사가 완료되었음에도 불구하고 중간역인 벨로모르스카야 역 건설의 결정으로 인하여 1년 연기되었다.